# Czarna Ręka (Palestyna)
Czarna Ręka (arab. الكف الاسود; al-Kaff al-Aswad) – arabska nielegalna, podziemna organizacja paramilitarna działająca w latach 1930–1935 w Brytyjskim Mandacie Palestyny w oparciu o metody terrorystyczne.

## Przyczyny powstania
Podczas I wojny światowej w 1917 brytyjska armia pokonała siły Imperium Osmańskiego na Bliskim Wschodzie. Część Arabów uległa wówczas wpływom panarabizmu i stała się zwolennikami utworzenia Wielkiej Syrii, która miała być arabskim państwem obejmującym wszystkie ziemie zamieszkiwane przez Arabów – od Syrii, przez Palestynę i Arabię do Jemenu. Mocarstwa zachodnie miały jednak odmienne plany odnośnie do porządku politycznego na Bliskim Wschodzie, i był on bezpośrednią konsekwencją zawartej w 1916 brytyjsko-francuskiej umowy Sykes-Picot. Dzieliła ona Bliski Wschód na pięć stref wpływów należących do Brytyjczyków i Francuzów, przy czym zakładano utworzenie obszaru, na którym miało powstać niezależne państwa arabskie. Postępując w zgodzie z tym porozumieniem, wojska brytyjskie nie zajęły w 1917 syryjskich miast Damaszku, Hims, Hama i Aleppo, pozostawiając je dla wojsk francuskich. Syryjczycy odmówili jednak uznania jakiegokolwiek prawa francuskiego rządu do sprawowania kontroli nad którąkolwiek częścią terytorium swojego państwa. 8 marca 1920 proklamowano w Damaszku powstanie niepodległego państwa arabskiego. Emir Fajsal I został ogłoszony królem Wielkiej Syrii. W kwietniu 1920 na konferencji w San Remo podjęto o utworzeniu francuskiego Mandatu Syrii i Libanu oraz brytyjskiego Mandatu Palestyny. W czerwcu 1920 wojska francuskie wkroczyły do Syrii, rozbijając wojska arabskie w bitwie pod Majsalun (23 lipca 1920). Wszystkie te wydarzenia miały bardzo silny wpływ na sytuację wewnętrzną w Palestynie, pogłębiając niezadowolenie ludności arabskiej. Dodatkowym negatywnym czynnikiem było nieustannie rosnące osadnictwo żydowskie w Palestynie, w wyniku którego organizacje syjonistyczne wykupywały liczne grunty rolne w kraju. Do pierwszych wystąpień arabskich doszło już w 1920 – były to zamieszki w Nabi Musa. W maju 1921 doszło do kolejnych krwawych arabskich wystąpień – zamieszki w Jafie.
Po upadku syryjskiego powstania, w 1921 do Palestyny przyjechał Izz ad-Din al-Kassam, który zaangażował się w działalność rozbudzania świadomości narodowej palestyńskich Arabów. Po arabskich zamieszkach w 1929 nasilił on swoją agitację, wzywając wieśniaków do organizowania się i stawiania oporu Żydom i Brytyjczykom usiłującym kolonizować ich kraj.

## Utworzenie Czarnej Ręki
W 1930 Izz ad-Din al-Kassam założył paramilitarną organizację arabską Czarna Ręka i rozpoczął werbunek chłopów i zorganizował system szkoleń paramilitarnych, w których początkowo nie uczestniczyło więcej niż pięć osób jednocześnie. Uzyskał fatwę muftiego Damaszku, szejka Badr al-Din al-Taji al-Hasani, upoważniającą go do takiej działalności. W utworzonej podziemnej siatce oddziałów zbrojnych znalazło się około 800 ludzi. Kiedy w 1932 wielki mufti Jerozolimy odrzucił jego plany przekazania części środków finansowych z napraw meczetu Istiqlal w Hajfie na zakup broni, al-Kassam związał się z nacjonalistyczną arabską Partią Niepodległości (arab. حزب الاستقلال العربي, Hizb al-Istiqlal), której działalność była finansowana przez kilku zamożnych notabli. Al-Kassam nadal kontynuował współpracę z Aminem al-Husajni, który jednak z racji zajmowanych stanowisk był zobowiązany do dyplomatycznych działań. Tymczasem al-Kassam zdecydował się na samodzielną walkę z Brytyjczykami i Żydami, uzasadniając konieczność użycia przemocy argumentami religijnymi islamu. W różnych aktach przemocy dokonanych w północnej Palestynie w latach 1930–1935 zabito co najmniej 8 Żydów.

## Powstanie al-Kassama
W 1935 jordański książę Raszed Al-Khuzai udzielił bezpośredniego poparcia dla działalności al-Kassama. Od tego momentu akcje Czarnej Ręki zaczęły być nazywane „powstaniem szejka al-Kassama”. Powstańcy mieli swoją główną bazę w górach w rejonie miasteczka Adżlun w Emiracie Transjordanii. Tutaj otrzymywali uzupełnienia i broń, a następnie wyruszali na akcje do Mandatu Palestyny. Przeprowadzono liczne akcje dywersyjne przeciwko żydowskim kibucom i moszawom oraz brytyjskim liniom kolejowym. W listopadzie 1935 doszło do starcia z patrolem brytyjskiej policji, w którym zginął jeden policjant. Po tym incydencie Brytyjczycy zorganizowali obławę i w starciu przy wiosce Jabad zabili al-Kassama. Jego śmierć stała się legendą wśród palestyńskich Arabów: 
„Będąc otoczony powiedział do swoich ludzi, aby umarli jako męczennicy, i otworzył ogień. Jego powstanie i sposób śmierci (która oszołomiła tradycyjnych przywódców) zelektryfikowała Palestyńczyków. W pogrzebie w Hajfie uczestniczyły tysiące ludzi, a świeckie arabskie partie nacjonalistyczne przyjęły go swój symbol oporu. Było to największe zgromadzenie polityczne w Mandacie Palestyny.”
Po śmierci al-Kassama jego organizacja rozpadła się. Pomimo upadku powstania, dało ono inspirację i przykład walki palestyńskim Arabom, a al-Kassam stał się narodowym bohaterem. Krótko po tym arabscy przywódcy zażądali zezwolenia na utworzenie własnego rządu Palestyny i całkowitego zakazania żydowskiego osadnictwa. Wobec odmowy w kwietniu 1936 spontanicznie ogłoszono strajk powszechny, który trwał do października. Podczas lata doszło do licznych aktów napaści na żydowskie osady rolnicze, podczas których doszło do pobić, podpaleń i celowych zniszczeń mienia żydowskiego. Starcia przerodziły się w arabskie powstanie w Palestynie. Wielu z członków organizacji Czarna Ręka wzięło udział w tych walkach. Nazywali siebie Kassamijun lub zwolennikami al-Kassama.